# Vem Habib (Wala Wala)
"Vem Habib (Wala Wala)" é uma canção do girl group brasileiro Rouge, lançada como primeiro single do quarto e último álbum de estúdio das meninas, Mil e Uma Noites (2005). A canção, composta e produzida por Rick Bonadio, deriva-se de "música pop árabe", tendo um ritmo totalmente diferente das canções anteriores do grupo. O clipe do single se passa no deserto, onde elas são prisioneiras de um sultão. O grupo promoveu a canção no Domingo Legal, Programa Raul Gil, Boa Noite Brasil, entre outros programas. O grupo também cantou a canção na Mil e Uma Noites Tour (2005), na Turnê Chá Rouge (2017) e também na Turnê Rouge 15 Anos (2018), sendo nesta última, com uma nova sonorização e contendo trechos da canção Baby Boy, da cantora Beyoncé.

## Antecedentes e composição
"Vem Habib (Wala Wala)" foi escrita e produzida por Rick Bonadio. A canção foi lançada no dia 23 de maio de 2005, e explora a "música pop árabe", o que foi totalmente uma surpresa para todos acostumados com as canções anteriores do grupo. A música traz toda a riqueza do universo árabe, e as meninas tiveram que ter aulas de dança do ventre para adentrar mais na cultura.
Segundo Patrícia, "'Vem Habib, Wala Wala', nosso novo single, é uma música super divertida. Aliás, foi a mais divertida que já fizemos em estúdio, todo mundo batendo palma junto, gritando HABIB! WALA! Até o Rick e o Paulinho entraram na roda! Foi demais". A cantora também declarou que as referências para a música foram "Rich Girl", lançada pela vocalista do No Doubt, Gwen Stefani, em seu disco solo Love. Angel. Music. Baby., e "Whenever, Wherever", de Shakira.

## Letra
A canção inicia com as meninas cantando, "Wala wala wala wa, wala wala wala wa, na na na na, na na na na, na na na na na." Karin canta a primeira parte da canção inteira, falando sobre como ela procurou o amor por mil e uma noites. A segunda parte traz Karin mais uma vez cantando, fazendo referência a vários personagens árabes, "Um principe encantado, um sheik, um sheik e um sultão, Ali Babá como um ladrão veio roubar meu coração," canta Karin. Apenas no bridge, Fantine canta, "Wala, wala é uma dança do deserto No wala wala a gente dança bem de perto..." Antes do grito dado por Karin, Aline canta, "Eu te quero tanto, eu posso te provar, mil e uma noites de amor eu vou te dar."

## Recepção

### Crítica
Para Bruno Nogueira do Folhapé, "a variação de 'Mil e Uma Noites' é bem agradável, exceto provavelmente pela própria música de trabalho que investe demais nos sons do Oriente Médio apropriados pela Rede Globo na novela 'O Clone'." Já para Marcos Paulo Bin do Universo Musical, a canção "mantêm a proposta do grupo – melodia dançante, letra descontraída e apelo infantil", comparando a canção à "Ralando o Tchan (Dança do Ventre)", do grupo É o Tchan, pela temática árabe.

## Faixas
CD Single
1. "Vem Habib (Wala Wala)" - 3:34

## Videoclipe
O videoclipe foi gravado na cidade de Itaquaquecetuba, no dia 3 de junho, foi dirigido por Karina Ades e estreou no dia 16 de junho na MTV Brasil. O clipe leva as meninas numa viagem ao deserto, através de uma fábula repleta de magia e sensualidade, valorizada pela riqueza e colorido dos tecidos e objetos orientais. No clipe, as meninas também são prisioneiras de um sultão.

## Divulgação
Para promover a canção, o grupo se apresentou em diversos lugares, como no Domingo Legal, Boa Noite Brasil, Programa Raul Gil, Show do Tom, Charme, Tudo é Possível, Hebe, Sabadaço, entre outros. O grupo também fez uma participação especial na novela Floribella, da Band, cantando o single "Vem Habib" e o sucesso "Um Anjo Veio Me Falar". "Vem Habib" também fez parte da setlist da turnê Mil e Uma Noites (2005).